# Фрезине (Фрозиноне)
Фрезине је насеље у Италији у округу Фрозиноне, региону Лацио.
Према процени из 2011. у насељу је живело 769 становника. Насеље се налази на надморској висини од 216 м.